# Enric Ferau i Alsina
Enric Ferau i Alsina (Barcelona, 1825 - Barcelona, 5 d'agost de 1887) fou un pintor català.

## Biografia
Fou fill d'Antoni Ferau i de Francesca Alsina. Va estudiar a l'escola de la Llotja. Exposà diverses vegades a Barcelona entre 1853 i 1878. Com a pintor, la seva especialitat fou el paisatgisme de caràcter romàntic. Es poden trobar obres seves a diverses col·leccions privades catalanes i al Museu d'Història de Barcelona. Als fons del Museu Nacional d'Art de Catalunya també hi ha alguns dibuixos seus, provenents de la col·lecció de Raimon Casellas. Francesc Fontbona ha estudiat la seva obra, publicant diversos articles relacionats.